# Castillo de Peña de Frey Domingo
El castillo de Peña de Frey Domingo o castillo de Madroñal era una fortaleza situada al término municipal español de Zarza la Mayor, provincia de Cáceres, Extremadura.
De la fortaleza se disponen de pocos datos históricos. Popularmente se la ha llamado castillo de Madroñal bien que, su nombre oficial es el de castillo de Peña de Frey Domingo, en alusión a un antiguo propietario del período de la reconquista cristiana. Está situado en lo alto de un risco en zona rural de Zarza la Mayor y restan pocos vestigios. Tras la reconquista cristiana y pacificación de la zona el castillo quedó abandonado.